# Ruth E. Carter
Ruth E. Carter (Springfield, Massachusetts, USA, 10 april 1960) is een Amerikaans kostuumontwerpster.
Ze studeerde aan de Hampton University in Virginia. Na haar opleiding was zij verbonden aan de Santa Fe Opera, alwaar zij Spike Lee leerde kennen, waar zij veelvuldig mee samenwerkte.
Carter heeft een ster op de Hollywood Walk of Fame.

## Filmografie
Onder andere voor de volgende films verzorgde Carter de kostuums:
- Malcolm X, 1992
- Bram Stoker's Dracula, 1992 (Oscar)
- Amistad, 1997
- Black Panter, 2018[2]
- The Favourite, 2018, (Satellite Award)
- Dolemite Is My Name, 2019 (Satellite Award, Critcs' Choice Award)